# Polo aquático no Campeonato Mundial de Esportes Aquáticos de 2019 - Masculino
O torneio masculino de polo aquático no Campeonato Mundial de Esportes Aquáticos de 2019 em Gwangju, na Coreia do Sul, foi disputado entre 15 de julho e 27 de julho. 

## Medalhistas
| Ouro | Prata | Bronze |
| Itália · Matteo Aicardi · Michaël Bodegas · Marco Del Lungo · Francesco Di Fulvio · Edoardo Di Somma · Vincenzo Dolce · Gonzalo Echenique · Niccolò Figari · Pietro Figlioli · Stefano Luongo · Gianmarco Nicosia · Vincenzo Renzuto · Alessandro Velotto | Espanha · Alberto Barroso · Alejandro Bustos · Sergi Cabañas · Miguel del Toro · Francisco Fernández · Álvaro Granados · Marc Larumbe · Daniel López · Eduardo Lorrio · Blai Mallarach · Alberto Munarriz · Felipe Perrone · Roger Tahull | Croácia · Hrvoje Benić · Marko Bijač · Andro Bušlje · Loren Fatović · Xavier García · Maro Joković · Luka Lončar · Marko Macan · Ivan Marcelić · Lovre Miloš · Anđelo Šetka · Josip Vrlić · Ante Vukičević |

## Formato da disputa
Os 16 participantes foram divididos em quatro grupos com quatro integrantes de primeira fase. As equipes enfrentam as outras equipes de seu grupo uma única vez, ao final das três rodadas, a primeira colocada de cada grupo se classifica direto para as quartas-de-final. As equipes que ocuparem a segunda e a terceira posições disputarão as oitavas-de-final. A quarta colocada de cada grupo disputará do 13º ao 16º lugar.

## Primeira fase
Todas as partidas seguem o horário local  (UTC+9)

### Grupo A
| Pos. | Seleção       | PT | J | V | E | D | GM | GS | SG  |
| ---- | ------------- | -- | - | - | - | - | -- | -- | --- |
| 1.   | Sérvia        | 5  | 3 | 2 | 1 | 0 | 41 | 15 | +26 |
| 2.   | Montenegro    | 4  | 3 | 1 | 2 | 0 | 44 | 26 | +18 |
| 3.   | Grécia        | 3  | 3 | 1 | 1 | 1 | 39 | 22 | +17 |
| 4.   | Coreia do Sul | 0  | 3 | 0 | 0 | 3 | 11 | 72 | -61 |

| 15 de julho de 2019 08:30 Jogo 01 | Súmula | Sérvia                                     | 10–10 | Montenegro         | Gwangju Árbitros: Arkadi Voevodin (RUS), Michiel Zwart (NED) |
| 15 de julho de 2019 08:30 Jogo 01 | Súmula | Pontuação por períodos: 4–3, 2–2, 2–4, 2–1 |       |                    | Gwangju Árbitros: Arkadi Voevodin (RUS), Michiel Zwart (NED) |
| 15 de julho de 2019 08:30 Jogo 01 | Súmula | S. Rašović 4                               | Gols  | Quatro jogadores 2 | Gwangju Árbitros: Arkadi Voevodin (RUS), Michiel Zwart (NED) |

| 15 de julho de 2019 09:50 Jogo 02 | Súmula | Coreia do Sul                               | 3–26 | Grécia           | Gwangju Árbitros: Jeremy Cheng (SGP), Gabriella Várkonyi (HUN) |
| 15 de julho de 2019 09:50 Jogo 02 | Súmula | Pontuação por períodos: 0–7, 0–7, 1–3, 2–91 |      |                  | Gwangju Árbitros: Jeremy Cheng (SGP), Gabriella Várkonyi (HUN) |
| 15 de julho de 2019 09:50 Jogo 02 | Súmula | Kim D. 2                                    | Gols | Três jogadores 4 | Gwangju Árbitros: Jeremy Cheng (SGP), Gabriella Várkonyi (HUN) |

| 17 de julho de 2019 19:10 Jogo 15 | Súmula | Grécia                                     | 10–10 | Montenegro | Gwangju Árbitros: Adrian Alexandrescu (ROU), Alessandro Severo (ITA) |
| 17 de julho de 2019 19:10 Jogo 15 | Súmula | Pontuação por períodos: 3–3, 1–2, 4–4, 2–1 |       |            | Gwangju Árbitros: Adrian Alexandrescu (ROU), Alessandro Severo (ITA) |
| 17 de julho de 2019 19:10 Jogo 15 | Súmula | Três jogadores 2                           | Gols  | Janović 3  | Gwangju Árbitros: Adrian Alexandrescu (ROU), Alessandro Severo (ITA) |

| 17 de julho de 2019 20:30 Jogo 16 | Súmula | Sérvia                                     | 22–2 | Coreia do Sul        | Gwangju Árbitros: Ni Shi Wei (CHN), John Waldow (NZL) |
| 17 de julho de 2019 20:30 Jogo 16 | Súmula | Pontuação por períodos: 6–1, 5–0, 4–1, 7–0 |      |                      | Gwangju Árbitros: Ni Shi Wei (CHN), John Waldow (NZL) |
| 17 de julho de 2019 20:30 Jogo 16 | Súmula | Jakšić 5                                   | Gols | Han H., Lee Seong. 1 | Gwangju Árbitros: Ni Shi Wei (CHN), John Waldow (NZL) |

| 19 de julho de 2019 16:30 Jogo 21 | Súmula | Sérvia                                     | 9–3  | Grécia           | Gwangju Árbitros: Boris Margeta (SLO), Germán Moller (ARG) |
| 19 de julho de 2019 16:30 Jogo 21 | Súmula | Pontuação por períodos: 3–1, 3–2, 0–0, 3–0 |      |                  | Gwangju Árbitros: Boris Margeta (SLO), Germán Moller (ARG) |
| 19 de julho de 2019 16:30 Jogo 21 | Súmula | Mandić 4                                   | Gols | Três jogadores 1 | Gwangju Árbitros: Boris Margeta (SLO), Germán Moller (ARG) |

| 19 de julho de 2019 17:50 Jogo 22 | Súmula | Coreia do Sul                              | 6–24 | Montenegro | Gwangju Árbitros: Alessandro Severo (ITA), Ni Shi Wei (CHN) |
| 19 de julho de 2019 17:50 Jogo 22 | Súmula | Pontuação por períodos: 1–6, 1–4, 1–8, 3–6 |      |            | Gwangju Árbitros: Alessandro Severo (ITA), Ni Shi Wei (CHN) |
| 19 de julho de 2019 17:50 Jogo 22 | Súmula | Han H., Lee Seonu. 2                       | Gols | Ivović 6   | Gwangju Árbitros: Alessandro Severo (ITA), Ni Shi Wei (CHN) |

### Grupo B
| Pos. | Seleção        | PT | J | V | E | D | GM | GS | SG  |
| ---- | -------------- | -- | - | - | - | - | -- | -- | --- |
| 1.   | Croácia        | 6  | 3 | 3 | 0 | 0 | 52 | 16 | +36 |
| 2.   | Estados Unidos | 4  | 3 | 2 | 0 | 1 | 35 | 35 | 0   |
| 3.   | Austrália      | 2  | 3 | 1 | 0 | 2 | 32 | 34 | -2  |
| 4.   | Cazaquistão    | 0  | 3 | 0 | 0 | 3 | 20 | 54 | -34 |

| 15 de julho de 2019 11:10 Jogo 03 | Súmula | Estados Unidos                             | 16–7 | Cazaquistão      | Gwangju Árbitros: Boris Margeta (SLO), Georgios Stavridis (GRE) |
| 15 de julho de 2019 11:10 Jogo 03 | Súmula | Pontuação por períodos: 4–1, 4–2, 3–2, 5–2 |      |                  | Gwangju Árbitros: Boris Margeta (SLO), Georgios Stavridis (GRE) |
| 15 de julho de 2019 11:10 Jogo 03 | Súmula | Alex Bowen 4                               | Gols | Sete jogadores 1 | Gwangju Árbitros: Boris Margeta (SLO), Georgios Stavridis (GRE) |

| 15 de julho de 2019 12:30 Jogo 04 | Súmula | Croácia                                    | 14–4 | Austrália | Gwangju Árbitros: Germán Moller (ARG), Alessandro Severo (ITA) |
| 15 de julho de 2019 12:30 Jogo 04 | Súmula | Pontuação por períodos: 4–1, 2–1, 4–0, 4–2 |      |           | Gwangju Árbitros: Germán Moller (ARG), Alessandro Severo (ITA) |
| 15 de julho de 2019 12:30 Jogo 04 | Súmula | Vukičević 6                                | Gols | Younger 2 | Gwangju Árbitros: Germán Moller (ARG), Alessandro Severo (ITA) |

| 17 de julho de 2019 08:30 Jogo 09 | Súmula | Austrália                                  | 17–8 | Cazaquistão | Gwangju Árbitros: Germán Moller (ARG), Dion Willis (RSA) |
| 17 de julho de 2019 08:30 Jogo 09 | Súmula | Pontuação por períodos: 4–1, 5–1, 3–4, 5–2 |      |             | Gwangju Árbitros: Germán Moller (ARG), Dion Willis (RSA) |
| 17 de julho de 2019 08:30 Jogo 09 | Súmula | Howden 4                                   | Gols | Zhardan 3   | Gwangju Árbitros: Germán Moller (ARG), Dion Willis (RSA) |

| 17 de julho de 2019 09:50 Jogo 10 | Súmula | Estados Unidos                              | 7–17 | Croácia        | Gwangju Árbitros: Michiel Zwart (NED), Daniel Flahive (AUS) |
| 17 de julho de 2019 09:50 Jogo 10 | Súmula | 'Pontuação por períodos: 1–4, 3–5, 2–4, 1–4 |      |                | Gwangju Árbitros: Michiel Zwart (NED), Daniel Flahive (AUS) |
| 17 de julho de 2019 09:50 Jogo 10 | Súmula | Ramirez 2                                   | Gols | four players 3 | Gwangju Árbitros: Michiel Zwart (NED), Daniel Flahive (AUS) |

| 19 de julho de 2019 19:10 Jogo 23 | Súmula | Estados Unidos                             | 12–11 | Austrália          | Gwangju Árbitros: Adrian Alxandrescu (ROU), Arkadiy Voevodin (RUS) |
| 19 de julho de 2019 19:10 Jogo 23 | Súmula | Pontuação por períodos: 4–3, 3–3, 2–2, 3–3 |       |                    | Gwangju Árbitros: Adrian Alxandrescu (ROU), Arkadiy Voevodin (RUS) |
| 19 de julho de 2019 19:10 Jogo 23 | Súmula | Cupido 3                                   | Gols  | Quatro jogadores 2 | Gwangju Árbitros: Adrian Alxandrescu (ROU), Arkadiy Voevodin (RUS) |

| 19 de julho de 2019 20:30 Jogo 24 | Súmula | Croácia                                    | 21–5 | Cazaquistão       | Gwangju Árbitros: Sebastien Dervieux (FRA), Michiel Zwart (NED) |
| 19 de julho de 2019 20:30 Jogo 24 | Súmula | Pontuação por períodos: 6–1, 5–1, 5–1, 5–2 |      |                   | Gwangju Árbitros: Sebastien Dervieux (FRA), Michiel Zwart (NED) |
| 19 de julho de 2019 20:30 Jogo 24 | Súmula | Joković, Šetka 3                           | Gols | Cinco jogadores 1 | Gwangju Árbitros: Sebastien Dervieux (FRA), Michiel Zwart (NED) |

### Grupo C
| Pos. | Seleção       | PT | J | V | E | D | GM | GS | SG  |
| ---- | ------------- | -- | - | - | - | - | -- | -- | --- |
| 1.   | Hungria       | 6  | 3 | 3 | 0 | 0 | 60 | 20 | +40 |
| 2.   | Espanha       | 4  | 3 | 2 | 0 | 1 | 57 | 19 | +38 |
| 3.   | África do Sul | 1  | 3 | 0 | 1 | 2 | 16 | 54 | -38 |
| 4.   | Nova Zelândia | 1  | 3 | 0 | 1 | 2 | 15 | 55 | -40 |

| 15 de julho de 2019 16:30 Jogo 05 | Súmula | África do Sul                              | 3–23 | Espanha     | Gwangju Árbitros: John Waldow (NZL), Vojin Putniković (SRB) |
| 15 de julho de 2019 16:30 Jogo 05 | Súmula | Pontuação por períodos: 1–6, 1–5, 1–4, 0–8 |      |             | Gwangju Árbitros: John Waldow (NZL), Vojin Putniković (SRB) |
| 15 de julho de 2019 16:30 Jogo 05 | Súmula | Rodda 2                                    | Gols | Mallarach 5 | Gwangju Árbitros: John Waldow (NZL), Vojin Putniković (SRB) |

| 15 de julho de 2019 17:50 Jogo 06 | Súmula | Nova Zelândia                              | 4–24 | Hungria   | Gwangju Árbitros: An Jin-yong (KOR), Dion Willis (RSA) |
| 15 de julho de 2019 17:50 Jogo 06 | Súmula | Pontuação por períodos: 0–4, 1–7, 2–6, 1–7 |      |           | Gwangju Árbitros: An Jin-yong (KOR), Dion Willis (RSA) |
| 15 de julho de 2019 17:50 Jogo 06 | Súmula | Quatro jogadores 1                         | Gols | Zalánki 4 | Gwangju Árbitros: An Jin-yong (KOR), Dion Willis (RSA) |

| 17 de julho de 2019 11:10 Jogo 11 | Súmula | Hungria                                    | 13–11 | Espanha    | Gwangju Árbitros: Boris Margenta (SLO), Michael Goldenberg (USA) |
| 17 de julho de 2019 11:10 Jogo 11 | Súmula | Pontuação por períodos: 4–2, 5–4, 3–0, 1–5 |       |            | Gwangju Árbitros: Boris Margenta (SLO), Michael Goldenberg (USA) |
| 17 de julho de 2019 11:10 Jogo 11 | Súmula | Zalánki 3                                  | Gols  | Granados 3 | Gwangju Árbitros: Boris Margenta (SLO), Michael Goldenberg (USA) |

| 17 de julho de 2019 12:30 Jogo 12 | Súmula | África do Sul                              | 8–8  | Nova Zelândia | Gwangju Árbitros: Georgios Stavridis (GRE), Stanko Ivanovski (MNE) |
| 17 de julho de 2019 12:30 Jogo 12 | Súmula | Pontuação por períodos: 2–0, 2–2, 2–4, 2–2 |      |               | Gwangju Árbitros: Georgios Stavridis (GRE), Stanko Ivanovski (MNE) |
| 17 de julho de 2019 12:30 Jogo 12 | Súmula | Três jogadores 2                           | Gols | Small 2       | Gwangju Árbitros: Georgios Stavridis (GRE), Stanko Ivanovski (MNE) |

| 19 de julho de 2019 08:30 Jogo 17 | Súmula | África do Sul                              | 5–23 | Hungria   | Gwangju Árbitros: Michael Goldenberg (USA), An Jin-yong (KOR) |
| 19 de julho de 2019 08:30 Jogo 17 | Súmula | Pontuação por períodos: 1–5, 2–5, 0–8, 2–5 |      |           | Gwangju Árbitros: Michael Goldenberg (USA), An Jin-yong (KOR) |
| 19 de julho de 2019 08:30 Jogo 17 | Súmula | Badenhorst 2                               | Gols | Zalánki 5 | Gwangju Árbitros: Michael Goldenberg (USA), An Jin-yong (KOR) |

| 19 de julho de 2019 09:50 Jogo 18 | Súmula | Nova Zelândia                              | 3–23 | Espanha   | Gwangju Árbitros: Jeremy Cheng (SGP), Vojin Putniković (SRB) |
| 19 de julho de 2019 09:50 Jogo 18 | Súmula | Pontuação por períodos: 0–8, 1–5, 1–7, 1–3 |      |           | Gwangju Árbitros: Jeremy Cheng (SGP), Vojin Putniković (SRB) |
| 19 de julho de 2019 09:50 Jogo 18 | Súmula | Três jogadores 1                           | Gols | Barosso 6 | Gwangju Árbitros: Jeremy Cheng (SGP), Vojin Putniković (SRB) |

### Grupo D
| Pos. | Seleção  | PT | J | V | E | D | GM | GS | SG  |
| ---- | -------- | -- | - | - | - | - | -- | -- | --- |
| 1.   | Itália   | 6  | 3 | 3 | 0 | 0 | 31 | 19 | +12 |
| 2.   | Alemanha | 3  | 3 | 1 | 1 | 1 | 31 | 25 | +6  |
| 3.   | Japão    | 3  | 3 | 1 | 1 | 1 | 27 | 27 | 0   |
| 4.   | Brasil   | 0  | 3 | 0 | 0 | 0 | 22 | 40 | -18 |

| 15 de julho de 2019 19:10 Jogo 07 | Súmula | Brasil                                     | 5–14 | Itália   | Gwangju Árbitros: Stanko Ivanovski (MNE), Jaume Teixidó (ESP) |
| 15 de julho de 2019 19:10 Jogo 07 | Súmula | Pontuação por períodos: 3–5, 1–2, 0–5, 1–2 |      |          | Gwangju Árbitros: Stanko Ivanovski (MNE), Jaume Teixidó (ESP) |
| 15 de julho de 2019 19:10 Jogo 07 | Súmula | Guimarães 2                                | Gols | Luongo 4 | Gwangju Árbitros: Stanko Ivanovski (MNE), Jaume Teixidó (ESP) |

| 15 de julho de 2019 20:30 Jogo 08 | Súmula | Alemanha                                   | 9–9  | Japão  | Gwangju Árbitros: Michael Goldenberg (USA), Daniel Flahive (AUS) |
| 15 de julho de 2019 20:30 Jogo 08 | Súmula | Pontuação por períodos: 3–2, 4–3, 1–3, 1–1 |      |        | Gwangju Árbitros: Michael Goldenberg (USA), Daniel Flahive (AUS) |
| 15 de julho de 2019 20:30 Jogo 08 | Súmula | Stamm 3                                    | Gols | Arai 3 | Gwangju Árbitros: Michael Goldenberg (USA), Daniel Flahive (AUS) |

| 17 de julho de 2019 16:30 Jogo 13 | Súmula | Japão                                      | 7–9  | Itália     | Gwangju Árbitros: Sebastien Dervieux (FRA), Jaume Teixidó (ESP) |
| 17 de julho de 2019 16:30 Jogo 13 | Súmula | Pontuação por períodos: 0–2, 2–1, 4–4, 1–2 |      |            | Gwangju Árbitros: Sebastien Dervieux (FRA), Jaume Teixidó (ESP) |
| 17 de julho de 2019 16:30 Jogo 13 | Súmula | Arai, Inaba 2                              | Gols | Figlioli 4 | Gwangju Árbitros: Sebastien Dervieux (FRA), Jaume Teixidó (ESP) |

| 17 de julho de 2019 17:50 Jogo 14 | Súmula | Brasil                                     | 8–15 | Alemanha | Gwangju Árbitros: Nenad Periš (CRO), Arkadiy Voevodin (RUS) |
| 17 de julho de 2019 17:50 Jogo 14 | Súmula | Pontuação por períodos: 1–4, 1–6, 2–2, 4–3 |      |          | Gwangju Árbitros: Nenad Periš (CRO), Arkadiy Voevodin (RUS) |
| 17 de julho de 2019 17:50 Jogo 14 | Súmula | Coutinho 3                                 | Gols | Stamm 5  | Gwangju Árbitros: Nenad Periš (CRO), Arkadiy Voevodin (RUS) |

| 19 de julho de 2019 11:10 Jogo 19 | Súmula | Brasil                                     | 9–11 | Japão            | Gwangju Árbitros: Nenad Periš (CRO), Viktor Salnichenko (KAZ) |
| 19 de julho de 2019 11:10 Jogo 19 | Súmula | Pontuação por períodos: 2–2, 1–5, 3–3, 3–1 |      |                  | Gwangju Árbitros: Nenad Periš (CRO), Viktor Salnichenko (KAZ) |
| 19 de julho de 2019 11:10 Jogo 19 | Súmula | Guimarães 3                                | Gols | Shiga, Yoshida 3 | Gwangju Árbitros: Nenad Periš (CRO), Viktor Salnichenko (KAZ) |

| 19 de julho de 2019 12:30 Jogo 20 | Súmula | Alemanha                                   | 7–8  | Itália               | Gwangju Árbitros: Stanko Ivanovski (MNE), Daniel Flahive (AUS) |
| 19 de julho de 2019 12:30 Jogo 20 | Súmula | Pontuação por períodos: 2–1, 2–3, 3–2, 0–2 |      |                      | Gwangju Árbitros: Stanko Ivanovski (MNE), Daniel Flahive (AUS) |
| 19 de julho de 2019 12:30 Jogo 20 | Súmula | Eidner 3                                   | Gols | Aicardi, Di Fulvio 2 | Gwangju Árbitros: Stanko Ivanovski (MNE), Daniel Flahive (AUS) |

## Segunda fase
|  | Play-off            | Play-off    |             |             | Quartas-de-final | Quartas-de-final |             |                     | Semifinal           | Semifinal |  |  | Final | Final |
|  |                     |             |             |             |                  |                  |             |                     |                     |           |  |  |       |       |
|  |                     |             |             |             | 23 de julho      |                  |             |                     |                     |           |  |  |       |       |
|  | 21 de julho         |             |             |             |                  |                  |             |                     |                     |           |  |  |       |       |
|  | Sérvia              | 9           |             |             |                  |                  |             |                     |                     |           |  |  |       |       |
|  | Sérvia              | 9           | Espanha     | 15          | 25 de julho      | 25 de julho      |             |                     |                     |           |  |  |       |       |
|  |                     | Espanha     | Espanha     | 15          | 25 de julho      | 25 de julho      | 12          |                     |                     |           |  |  |       |       |
|  | Japão               | Espanha     | 7           |             | Espanha          | 6                | 12          |                     |                     |           |  |  |       |       |
|  | Japão               | 23 de julho | 7           |             | Espanha          | 6                |             |                     |                     |           |  |  |       |       |
|  | 21 de julho         | 21 de julho |             | Croácia     | 5                |                  |             |                     |                     |           |  |  |       |       |
|  | 21 de julho         | 21 de julho | Croácia     | Croácia     | 5                | 10               |             |                     |                     |           |  |  |       |       |
|  | África do Sul       | 5           | Croácia     |             |                  | 10               | 27 de julho | 27 de julho         |                     |           |  |  |       |       |
|  | África do Sul       | 5           |             | Alemanha    | 8                |                  | 27 de julho | 27 de julho         |                     |           |  |  |       |       |
|  | Alemanha            | 25          |             | Alemanha    | 8                | Espanha          | 5           |                     |                     |           |  |  |       |       |
|  | Alemanha            | 25          | 23 de julho |             |                  | Espanha          | 5           |                     |                     |           |  |  |       |       |
|  | 21 de julho         | 21 de julho |             | Itália      | 10               |                  |             |                     |                     |           |  |  |       |       |
|  | 21 de julho         | 21 de julho | Hungria     | Itália      | 10               | 10               |             |                     |                     |           |  |  |       |       |
|  | Montenegro          | 11          | Hungria     | 25 de julho | 25 de julho      | 10               |             |                     |                     |           |  |  |       |       |
|  | Montenegro          | 11          |             | 25 de julho | 25 de julho      | Austrália        | 9           |                     |                     |           |  |  |       |       |
|  | Austrália (Pênalti) | 13          |             | Hungria     | 10               | Austrália        | 9           | Disputa do 3º lugar | Disputa do 3º lugar |           |  |  |       |       |
|  | Austrália (Pênalti) | 13          | 23 de julho | Hungria     | 10               |                  |             | Disputa do 3º lugar | Disputa do 3º lugar |           |  |  |       |       |
|  | 21 de julho         | 21 de julho |             | Itália      | 12               |                  | 27 de julho | 27 de julho         |                     |           |  |  |       |       |
|  | 21 de julho         | 21 de julho | Itália      | Itália      | 12               | 7                | 27 de julho | 27 de julho         |                     |           |  |  |       |       |
|  | Grécia              | 11          | Itália      |             |                  | 7                | Croácia     | 10                  |                     |           |  |  |       |       |
|  | Grécia              | 11          |             | Grécia      | 6                |                  | Croácia     | 10                  |                     |           |  |  |       |       |
|  | Estados Unidos      | 9           |             | Grécia      | 6                | Hungria          | 7           |                     |                     |           |  |  |       |       |
|  | Estados Unidos      | 9           |             |             |                  | Hungria          | 7           |                     |                     |           |  |  |       |       |

5º lugar
|  | Semifinais       | Semifinais  |   |             | 5º lugar    | 5º lugar |  |
|  |                  |             |   |             |             |          |  |
|  | 25 de julho      |             |   |             |             |          |  |
|  | Sérvia (Pênalti) | 17          |   |             |             |          |  |
|  | Alemanha         | 16          |   |             |             |          |  |
|  |                  |             |   |             |             |          |  |
|  |                  |             |   |             | 27 de julho |          |  |
|  |                  |             |   |             | Sérvia      | 13       |  |
|  |                  | Austrália   | 9 |             |             |          |  |
|  |                  |             |   |             |             |          |  |
|  |                  |             |   |             |             |          |  |
|  |                  |             |   |             | 7º lugar    |          |  |
|  | 25 de julho      | 25 de julho |   | 27 de julho | 27 de julho |          |  |
|  | Austrália        | 9           |   | Alemanha    | 6           |          |  |
|  | Grécia           | 8           |   |             | Grécia      | 11       |  |

9º lugar
|  | Semifinais     | Semifinais     |    |             | 9º lugar      | 9º lugar |  |
|  |                |                |    |             |               |          |  |
|  | 23 de julho    |                |    |             |               |          |  |
|  | Montenegro     | 14             |    |             |               |          |  |
|  | Japão          | 7              |    |             |               |          |  |
|  |                |                |    |             |               |          |  |
|  |                |                |    |             | 25 de julho   |          |  |
|  |                |                |    |             | Montenegro    | 14       |  |
|  |                | Estados Unidos | 15 |             |               |          |  |
|  |                |                |    |             |               |          |  |
|  |                |                |    |             |               |          |  |
|  |                |                |    |             | 11º lugar     |          |  |
|  | 23 de julho    | 23 de julho    |    | 25 de julho | 25 de julho   |          |  |
|  | Estados Unidos | 20             |    | Japão       | 15            |          |  |
|  | África do Sul  | 3              |    |             | África do Sul | 5        |  |

13º lugar
|  | Semifinais    | Semifinais  |   |                         | 13º lugar     | 13º lugar |  |
|  |               |             |   |                         |               |           |  |
|  | 21 de julho   |             |   |                         |               |           |  |
|  | Coreia do Sul | 4           |   |                         |               |           |  |
|  | Cazaquistão   | 17          |   |                         |               |           |  |
|  |               |             |   |                         |               |           |  |
|  |               |             |   |                         | 23 de julho   |           |  |
|  |               |             |   |                         | Cazaquistão   | 8         |  |
|  |               | Brasil      | 9 |                         |               |           |  |
|  |               |             |   |                         |               |           |  |
|  |               |             |   |                         |               |           |  |
|  |               |             |   |                         | 15º lugar     |           |  |
|  | 21 de julho   | 21 de julho |   | 23 de julho             | 23 de julho   |           |  |
|  | Nova Zelândia | 8           |   | Coreia do Sul (Pênalti) | 17            |           |  |
|  | Brasil        | 12          |   |                         | Nova Zelândia | 16        |  |

### Oitavas de final
| 21 de julho de 2019 14:00 Jogo 27 | Súmula | Montenegro                                          | 11–16 | Austrália | Gwangju Árbitros: Michael Goldenberg (USA), Viktor Salnichenko (KAZ) |
| 21 de julho de 2019 14:00 Jogo 27 | Súmula | Pontuação por períodos: 1–3, 3–2, 4–2, 1–2 PEN: 2–4 |       |           | Gwangju Árbitros: Michael Goldenberg (USA), Viktor Salnichenko (KAZ) |
| 21 de julho de 2019 14:00 Jogo 27 | Súmula | Ivović 3                                            | Gols  | Kayes 4   | Gwangju Árbitros: Michael Goldenberg (USA), Viktor Salnichenko (KAZ) |

| 21 de julho de 2019 15:30 Jogo 28 | Súmula | Grécia                                     | 11–9 | Estados Unidos   | Gwangju Árbitros: Germán Moller (ARG), Sebastien Dervieux (FRA) |
| 21 de julho de 2019 15:30 Jogo 28 | Súmula | Pontuação por períodos: 3–4, 3–2, 2–2, 3–1 |      |                  | Gwangju Árbitros: Germán Moller (ARG), Sebastien Dervieux (FRA) |
| 21 de julho de 2019 15:30 Jogo 28 | Súmula | Genidounias 4                              | Gols | Três jogadores 2 | Gwangju Árbitros: Germán Moller (ARG), Sebastien Dervieux (FRA) |

| 21 de julho de 2019 17:00 Jogo 29 | Súmula | Espanha                                    | 15–7 | Japão    | Gwangju Árbitros: Arkadiy Voevodin (RUS), Dion Willis (RSA) |
| 21 de julho de 2019 17:00 Jogo 29 | Súmula | Pontuação por períodos: 2–1, 3–3, 4–2, 6–1 |      |          | Gwangju Árbitros: Arkadiy Voevodin (RUS), Dion Willis (RSA) |
| 21 de julho de 2019 17:00 Jogo 29 | Súmula | Munarriz 6                                 | Gols | Adachi 2 | Gwangju Árbitros: Arkadiy Voevodin (RUS), Dion Willis (RSA) |

| 21 de julho de 2019 18:30 Jogo 30 | Súmula | África do Sul                              | 5–25 | Alemanha | Gwangju Árbitros: Jaume Teixidó (ESP), Juan Menéndez (CUB) |
| 21 de julho de 2019 18:30 Jogo 30 | Súmula | Pontuação por períodos: 2–5, 0–6, 1–9, 2–5 |      |          | Gwangju Árbitros: Jaume Teixidó (ESP), Juan Menéndez (CUB) |
| 21 de julho de 2019 18:30 Jogo 30 | Súmula | Cinco jogadores 1                          | Gols | Gielen 6 | Gwangju Árbitros: Jaume Teixidó (ESP), Juan Menéndez (CUB) |

### Quartas de final
| 23 de julho de 2019 14:00 Jogo 35 | Súmula | Sérvia                                     | 9–12 | Espanha          | Gwangju Árbitros: Georgios Stavridis (GRE), Michiel Zwart (NED) |
| 23 de julho de 2019 14:00 Jogo 35 | Súmula | Pontuação por períodos: 1–2, 2–5, 4–3, 2–2 |      |                  | Gwangju Árbitros: Georgios Stavridis (GRE), Michiel Zwart (NED) |
| 23 de julho de 2019 14:00 Jogo 35 | Súmula | S. Rašović 4                               | Gols | Três jogadores 2 | Gwangju Árbitros: Georgios Stavridis (GRE), Michiel Zwart (NED) |

| 23 de julho de 2019 15:30 Jogo 36 | Súmula | Croácia                                    | 10–8 | Alemanha | Gwangju Árbitros: Michael Goldenberg (USA), Stanko Ivanovski (MNE) |
| 23 de julho de 2019 15:30 Jogo 36 | Súmula | Pontuação por períodos: 1–2, 3–1, 3–3, 3–2 |      |          | Gwangju Árbitros: Michael Goldenberg (USA), Stanko Ivanovski (MNE) |
| 23 de julho de 2019 15:30 Jogo 36 | Súmula | Joković 3                                  | Gols | Gielen 3 | Gwangju Árbitros: Michael Goldenberg (USA), Stanko Ivanovski (MNE) |

| 23 de julho de 2019 17:00 Jogo 37 | Súmula | Hungria                                    | 10–9 | Austrália          | Gwangju Árbitros: Arkadiy Voevodin (RUS), Vojin Putniković (SRB) |
| 23 de julho de 2019 17:00 Jogo 37 | Súmula | Pontuação por períodos: 3–3, 2–3, 3–1, 2–2 |      |                    | Gwangju Árbitros: Arkadiy Voevodin (RUS), Vojin Putniković (SRB) |
| 23 de julho de 2019 17:00 Jogo 37 | Súmula | Vámos, Zalánki 3                           | Gols | Quatro jogadores 2 | Gwangju Árbitros: Arkadiy Voevodin (RUS), Vojin Putniković (SRB) |

| 23 de julho de 2019 18:30 Jogo 38 | Súmula | Itália                                     | 7–6  | Grécia                | Gwangju Árbitros: Boris Margeta (SLO), Adrian Alexandrescu (ROU) |
| 23 de julho de 2019 18:30 Jogo 38 | Súmula | Pontuação por períodos: 2–2, 2–1, 2–3, 1–0 |      |                       | Gwangju Árbitros: Boris Margeta (SLO), Adrian Alexandrescu (ROU) |
| 23 de julho de 2019 18:30 Jogo 38 | Súmula | Di Fulvio, Luongo 2                        | Gols | Genidounias, Gounas 2 | Gwangju Árbitros: Boris Margeta (SLO), Adrian Alexandrescu (ROU) |

### Disputa do 13º ao 16º lugares
| 21 de julho de 2019 10:30 Jogo 25 | Súmula | Coreia do Sul                              | 4–17 | Cazaquistão | Gwangju Árbitros: Daniel Flahive (AUS), Vojin Putniković (SRB) |
| 21 de julho de 2019 10:30 Jogo 25 | Súmula | Pontuação por períodos: 1–4, 2–4, 0–7, 1–2 |      |             | Gwangju Árbitros: Daniel Flahive (AUS), Vojin Putniković (SRB) |
| 21 de julho de 2019 10:30 Jogo 25 | Súmula | Quatro jogadores 1                         | Gols | Aubakirov 4 | Gwangju Árbitros: Daniel Flahive (AUS), Vojin Putniković (SRB) |

| 21 de julho de 2019 12:00 Jogo 26 | Súmula | Nova Zelândia                              | 8–12 | Brasil               | Gwangju Árbitros: Frank Ohme (GER), Kunihiro Sato (JPN) |
| 21 de julho de 2019 12:00 Jogo 26 | Súmula | Pontuação por períodos: 1–2, 4–6, 2–2, 1–2 |      |                      | Gwangju Árbitros: Frank Ohme (GER), Kunihiro Sato (JPN) |
| 21 de julho de 2019 12:00 Jogo 26 | Súmula | Small 3                                    | Gols | P. Real, Guimarães 3 | Gwangju Árbitros: Frank Ohme (GER), Kunihiro Sato (JPN) |

### Disputa do 9º ao 12º lugares
| 23 de julho de 2019 11:00 Jogo 33 | Súmula | Montenegro                                 | 14–7 | Japão         | Gwangju Árbitros: Germán Moller (ARG), Alessandro Severo (ITA) |
| 23 de julho de 2019 11:00 Jogo 33 | Súmula | Pontuação por períodos: 3–2, 4–1, 4–3, 3–1 |      |               | Gwangju Árbitros: Germán Moller (ARG), Alessandro Severo (ITA) |
| 23 de julho de 2019 11:00 Jogo 33 | Súmula | Ivović, Murišić 3                          | Gols | Arai, Inaba 2 | Gwangju Árbitros: Germán Moller (ARG), Alessandro Severo (ITA) |

| 23 de julho de 2019 12:30 Jogo 34 | Súmula | Estados Unidos                             | 20–3 | África do Sul    | Gwangju Árbitros: Jeremy Cheng (SGP), Daniel Flahive (AUS) |
| 23 de julho de 2019 12:30 Jogo 34 | Súmula | Pontuação por períodos: 5–0, 8–1, 5–2, 2–0 |      |                  | Gwangju Árbitros: Jeremy Cheng (SGP), Daniel Flahive (AUS) |
| 23 de julho de 2019 12:30 Jogo 34 | Súmula | Três jogadores 4                           | Gols | Três jogadores 1 | Gwangju Árbitros: Jeremy Cheng (SGP), Daniel Flahive (AUS) |

### Disputa do 5º ao 8º lugares
| 25 de julho de 2019 14:00 Jogo 41 | Súmula | Sérvia                                              | 17–16 | Alemanha         | Gwangju Árbitros: Dion Willis (RSA), Sebastien Dervieux (FRA) |
| 25 de julho de 2019 14:00 Jogo 41 | Súmula | Pontuação por períodos: 3–3, 3–3, 2–3, 4–3 PEN: 5–4 |       |                  | Gwangju Árbitros: Dion Willis (RSA), Sebastien Dervieux (FRA) |
| 25 de julho de 2019 14:00 Jogo 41 | Súmula | Mandić 5                                            | Gols  | Três jogadores 2 | Gwangju Árbitros: Dion Willis (RSA), Sebastien Dervieux (FRA) |

| 25 de julho de 2019 15:30 Jogo 42 | Súmula | Austrália                                  | 9–8  | Grécia               | Gwangju Árbitros: Michael Goldenberg (USA), Nenad Peris (CRO) |
| 25 de julho de 2019 15:30 Jogo 42 | Súmula | Pontuação por períodos: 3–2, 2–3, 3–3, 1–0 |      |                      | Gwangju Árbitros: Michael Goldenberg (USA), Nenad Peris (CRO) |
| 25 de julho de 2019 15:30 Jogo 42 | Súmula | Kayes 3                                    | Gols | Kapotsis, Kolomvos 2 | Gwangju Árbitros: Michael Goldenberg (USA), Nenad Peris (CRO) |

### Semifinal
| 25 de julho de 2019 17:00 Jogo 43 | Súmula | Espanha                                    | 6–5  | Croácia   | Gwangju Árbitros: Georgios Stavridis (GRE), Adrian Alexandrescu (ROU) |
| 25 de julho de 2019 17:00 Jogo 43 | Súmula | Pontuação por períodos: 2–1, 2–1, 2–0, 0–3 |      |           | Gwangju Árbitros: Georgios Stavridis (GRE), Adrian Alexandrescu (ROU) |
| 25 de julho de 2019 17:00 Jogo 43 | Súmula | Mallarach 2                                | Gols | Joković 3 | Gwangju Árbitros: Georgios Stavridis (GRE), Adrian Alexandrescu (ROU) |

| 25 de julho de 2019 18:30 Jogo 44 | Súmula | Hungria                                    | 10–12 | Itália      | Gwangju Árbitros: Michiel Zwart (NED), Boris Margeta (SLO) |
| 25 de julho de 2019 18:30 Jogo 44 | Súmula | Pontuação por períodos: 4–2, 1-5, 2-2, 3-3 |       |             | Gwangju Árbitros: Michiel Zwart (NED), Boris Margeta (SLO) |
| 25 de julho de 2019 18:30 Jogo 44 | Súmula | Três jogadores 2                           | Gols  | Echenique 4 | Gwangju Árbitros: Michiel Zwart (NED), Boris Margeta (SLO) |

### Decisão do 15º lugar
| 23 de julho de 2019 08:00 Jogo 31 | Súmula | Coreia do Sul                                       | 17–16 | Nova Zelândia | Gwangju Árbitros: Jaume Teixidó (ESP), Sebastien Dervieux (FRA) |
| 23 de julho de 2019 08:00 Jogo 31 | Súmula | Pontuação por períodos: 3–3, 2–2, 4–5, 3–2 PEN: 5–4 |       |               | Gwangju Árbitros: Jaume Teixidó (ESP), Sebastien Dervieux (FRA) |
| 23 de julho de 2019 08:00 Jogo 31 | Súmula | Gwon Y-g 3                                          | Gols  | Lewis 4       | Gwangju Árbitros: Jaume Teixidó (ESP), Sebastien Dervieux (FRA) |

### Decisão do 13º lugar
| 23 de julho de 2019 09:30 Jogo 32 | Súmula | Cazaquistão                                | 8–9  | Brasil | Gwangju Árbitros: Nenad Peris (CRO), Frank Ohme (GER) |
| 23 de julho de 2019 09:30 Jogo 32 | Súmula | Pontuação por períodos: 3–3, 2–2, 1–2, 2–2 |      |        | Gwangju Árbitros: Nenad Peris (CRO), Frank Ohme (GER) |
| 23 de julho de 2019 09:30 Jogo 32 | Súmula | Três jogadores 2                           | Gols | Real 3 | Gwangju Árbitros: Nenad Peris (CRO), Frank Ohme (GER) |

### Decisão do 11º lugar
| 25 de julho de 2019 09:30 Jogo 39 | Súmula | Japão                                      | 15–5 | África do Sul | Gwangju Árbitros: Viktor Salnichenko (KAZ), Juan Menéndez (CUB) |
| 25 de julho de 2019 09:30 Jogo 39 | Súmula | Pontuação por períodos: 5–1, 4–1, 3–2, 3–1 |      |               | Gwangju Árbitros: Viktor Salnichenko (KAZ), Juan Menéndez (CUB) |
| 25 de julho de 2019 09:30 Jogo 39 | Súmula | Inaba, Shimizu 3                           | Gols | Evezard 2     | Gwangju Árbitros: Viktor Salnichenko (KAZ), Juan Menéndez (CUB) |

### Decisão do 9º lugar
| 25 de julho de 2019 11:00 Jogo 40 | Súmula | Montenegro                                 | 14–15 | Estados Unidos | Gwangju Árbitros: Frank Ohme (GER), Daniel Flahive (AUS) |
| 25 de julho de 2019 11:00 Jogo 40 | Súmula | Pontuação por períodos: 2–4, 6–4, 4–4, 2–3 |       |                | Gwangju Árbitros: Frank Ohme (GER), Daniel Flahive (AUS) |
| 25 de julho de 2019 11:00 Jogo 40 | Súmula | Ivović 6                                   | Gols  | Hooper 4       | Gwangju Árbitros: Frank Ohme (GER), Daniel Flahive (AUS) |

### Decisão do 7º lugar
| 27 de julho de 2019 14:00 Jogo 45 | Súmula | Alemanha                                   | 6–11 | Grécia     | Gwangju Árbitros: Stanko Ivanovski (MNE), Nenad Peris (CRO) |
| 27 de julho de 2019 14:00 Jogo 45 | Súmula | Pontuação por períodos: 2–1, 2–3, 0–2, 2–5 |      |            | Gwangju Árbitros: Stanko Ivanovski (MNE), Nenad Peris (CRO) |
| 27 de julho de 2019 14:00 Jogo 45 | Súmula | Stamm 2                                    | Gols | Dervisis 3 | Gwangju Árbitros: Stanko Ivanovski (MNE), Nenad Peris (CRO) |

### Decisão do 5º lugar
| 27 de julho de 2019 15:30 Jogo 46 | Súmula | Sérvia                                     | 13–9 | Austrália              | Gwangju Árbitros: Dion Willis (RSA), Sebastien Dervieux (FRA) |
| 27 de julho de 2019 15:30 Jogo 46 | Súmula | Pontuação por períodos: 6–1, 3–2, 1–2, 3–4 |      |                        | Gwangju Árbitros: Dion Willis (RSA), Sebastien Dervieux (FRA) |
| 27 de julho de 2019 15:30 Jogo 46 | Súmula | Ćuk, Rašović 4                             | Gols | Andrew Ford, Younger 2 | Gwangju Árbitros: Dion Willis (RSA), Sebastien Dervieux (FRA) |

### Disputa pelo bronze
| 27 de julho de 2019 17:00 Jogo 47 | Súmula | Croácia                                    | 10–7 | Hungria           | Gwangju Árbitros: Adrian Alexandrescu (ROU), Georgios Stavridis (GRE) |
| 27 de julho de 2019 17:00 Jogo 47 | Súmula | Pontuação por períodos: 2–1, 2–2, 2–2, 4–2 |      |                   | Gwangju Árbitros: Adrian Alexandrescu (ROU), Georgios Stavridis (GRE) |
| 27 de julho de 2019 17:00 Jogo 47 | Súmula | Joković 6                                  | Gols | Hárai, Manhercz 2 | Gwangju Árbitros: Adrian Alexandrescu (ROU), Georgios Stavridis (GRE) |

### Final
| 27 de julho de 2019 18:30 Jogo 48 | Súmula | Espanha                                    | 5–10 | Itália  | Gwangju Árbitros: Boris Margeta (SLO), Michael Goldenberg (USA) |
| 27 de julho de 2019 18:30 Jogo 48 | Súmula | Pontuação por períodos: 2–2, 1–3, 1–3, 1–2 |      |         | Gwangju Árbitros: Boris Margeta (SLO), Michael Goldenberg (USA) |
| 27 de julho de 2019 18:30 Jogo 48 | Súmula | Perrone 2                                  | Gols | Dolce 2 | Gwangju Árbitros: Boris Margeta (SLO), Michael Goldenberg (USA) |

## Classificação final
|  | Qualificado para o Jogos Olímpicos de 2020 |

| Pos.              | Seleção        |
| ----------------- | -------------- |
| Medalha de ouro   | Itália         |
| Medalha de prata  | Espanha        |
| Medalha de bronze | Croácia        |
| 4                 | Hungria        |
| 5                 | Sérvia         |
| 6                 | Austrália      |
| 7                 | Grécia         |
| 8                 | Alemanha       |
| 9                 | Estados Unidos |
| 10                | Montenegro     |
| 11                | Japão          |
| 12                | África do Sul  |
| 13                | Brasil         |
| 14                | Cazaquistão    |
| 15                | Coreia do Sul  |
| 16                | Nova Zelândia  |

| Polo aquático no Campeonato Mundial de Esportes Aquáticos de 2019 - Masculino |
| ----------------------------------------------------------------------------- |
| Itália Campeã (4° título)                                                     |

## Premiações
Os prêmios e a equipe de estrelas foram anunciados em 26 de julho de 2019. 
| Artilheiro - MNE Aleksandar Ivović (21 gols) Melhor goleiro - ESP Daniel López Melhor jogador (MVP) - ITA Francesco Di Fulvio | Seleção do campeonato - ESP Daniel López - ESP Roger Tahull - ITA Francesco Di Fulvio - MNE Aleksandar Ivović - CRO Maro Joković - SRB Dušan Mandić - HUN Gergő Zalánki |